# Regina Hall
Regina Hall, född 12 december 1970 i Washington, D.C., är en amerikansk skådespelare som var med i Scary Movie-filmerna.

## Biografi
Hall var dotter till entreprenören, Odie Hall, och en lärare, Ruby. Efter gymnasieexamen studerade hon på Fordham University i Bronx, där hon 1992 tog en kandidatexamen i engelska. Hon fortsatte sedan studierna vid New York University, där hon 1997 tog en magisterexamen i journalistik.
Hall började 1996 sin karriär inom underhållningsbranschen med ett gästspel på Sadat X:s album Wild Cowboys på spåret "The Interview". År 1997 framträdde hon i sin första tv-reklam när hon var 26 år, men hennes tv-karriär startade med en roll i tvåloperan Loving och ett gästspel på Fox i polisserien New York Undercover.
Hall fick stort erkännande för sin roll i skräckkomedin Scary Movie (och uppföljarna Scary Movie 2, Scary Movie 3 och Scary Movie 4) som skildrar den motbjudande, sextokiga Brenda Meeks, och i tv-filmen Disappearing Acts. The Scary Movie- filmerna skulle bli några av hennes mest kända roller.
Hall har också uppträtt på tv, främst i framträdande i återkommande delar i serien Ally McBeal, mellan 2001 och 2002. Andra viktiga filmroller är Malibu's Most Wanted (2003), Think Like a Man (2012) och dess uppföljare Think Like a Man Too (2014), About Last Night (2014), Vacation(2015) och Girls Trip (2017).

## Filmografi (urval)
- 1999 – The Best Man — Candace "Candy" Sparks
- 2000 – Scary Movie — Brenda Meeks
- 2001 – Scary Movie 2 — Brenda Meeks
- 2001–2002 – Ally McBeal (TV-serie) — Corretta Lipp
- 2002 – Paid in Full — Kesha
- 2003 – Malibu's Most Wanted — Shondra
- 2003 – Scary Movie 3 — Brenda Meeks
- 2005 – King's Ransom — Peaches Clarke
- 2005 – The Honeymooners — Trixie Norton
- 2006 – Scary Movie 4 — Brenda Meeks
- 2006 – Last Holiday — Jackie
- 2008 – First Sunday — Omunique
- 2008 – Superhero Movie — mrs. Xavier
- 2009 – Law Abiding Citizen — Kelly Rice
- 2010 – Death at a Funeral — Michelle Barnes
- 2012 – Think Like a Man — Michael Hanover
- 2013 – The Best Man Holiday — Candace "Candy" Sparks-Murch
- 2014 – Think Like a Man Too — Michael Hanover
- 2014 – About Last Night — Joan Derrickson
- 2015 – People Places Things — Diane
- 2015 – Ett päron till farsa: Nästa generation — Nancy Peterson
- 2016 – Barbershop 3 — Angie
- 2025 – O'Dessa
- 2025 – One Battle After Another